# Limnichites porrectus
Limnichites porrectus är en skalbaggsart som beskrevs av Wooldridge 1977. Limnichites porrectus ingår i släktet Limnichites och familjen lerstrandbaggar. Inga underarter finns listade i Catalogue of Life.